# Marka kyrka
Marka kyrka är en kyrkobyggnad belägen i samhället Marka några kilometer sydväst om centralorten i Falköpings kommun. Sedan 2010 tillhör kyrkan Mössebergs församling (tidigare Marka församling) i Skara stift.

## Kyrkobyggnaden
Kyrkan i romansk stil uppfördes på 1100-talet samt i början av 1200-talet. Materialet var tuktad sandsten och en viss mängd kalksten. Från begynnelsen bestod kyrkan av ett rektangulärt långhus med ett smalare rakt avslutat kor i öster och torn i väster. Sakristian av gråsten och kalksten tillkom under senmedeltiden då även innertakets kryssvalv uppfördes. År 1750 revs kyrktornet och av materialet byggdes nuvarande vapenhus mitt på långhusets norra sida. Altarfönstret och ett litet fönster i norr är bevarade i ursprunglig form. Nordväst om kyrkan står en klockstapel uppförd 1752 som ersättning för det rivna tornet. Kyrkan rymmer 80 personer samtidigt.

## Inventarier
- Läktaren har ljusblå marmorering. Målningarna på bröstningen är från 1700-talets senare del. Dessa togs ned vid restaureringen 1913 och återfinns numera på väggen i vapenhuset.
- Altaruppsatsen är från 1743.
- Vid triumfbågens norra sida står en åttasidig dopfunt som sannolikt tillkom under 1900-talets första hälft. Funten består av fot, cuppa och lock av trä som är marmorerade i grågrönt.
- Tre ljuskronor av mässing inköptes 1781.
- Predikstolen i provinsiell barock är snidad i trä under 1600-talets senare del eller under 1700-talet. Ett åttasidigt ljudtak hänger ovanför predikstolen.

### Klockor
- Storklockan är av en senmedeltida normaltypo utan inskrift.[2]
- Lillklockan är gjuten 1751 hos Nils Billsten.

## Restaureringen 1951
En restaurering genomfördes 1951 under ledning av Ärland Noreen. Nya fönster med antikglas och blyspröjs sattes in. Likaså tillkom nuvarande slutna bänkinredning.

## Bilder

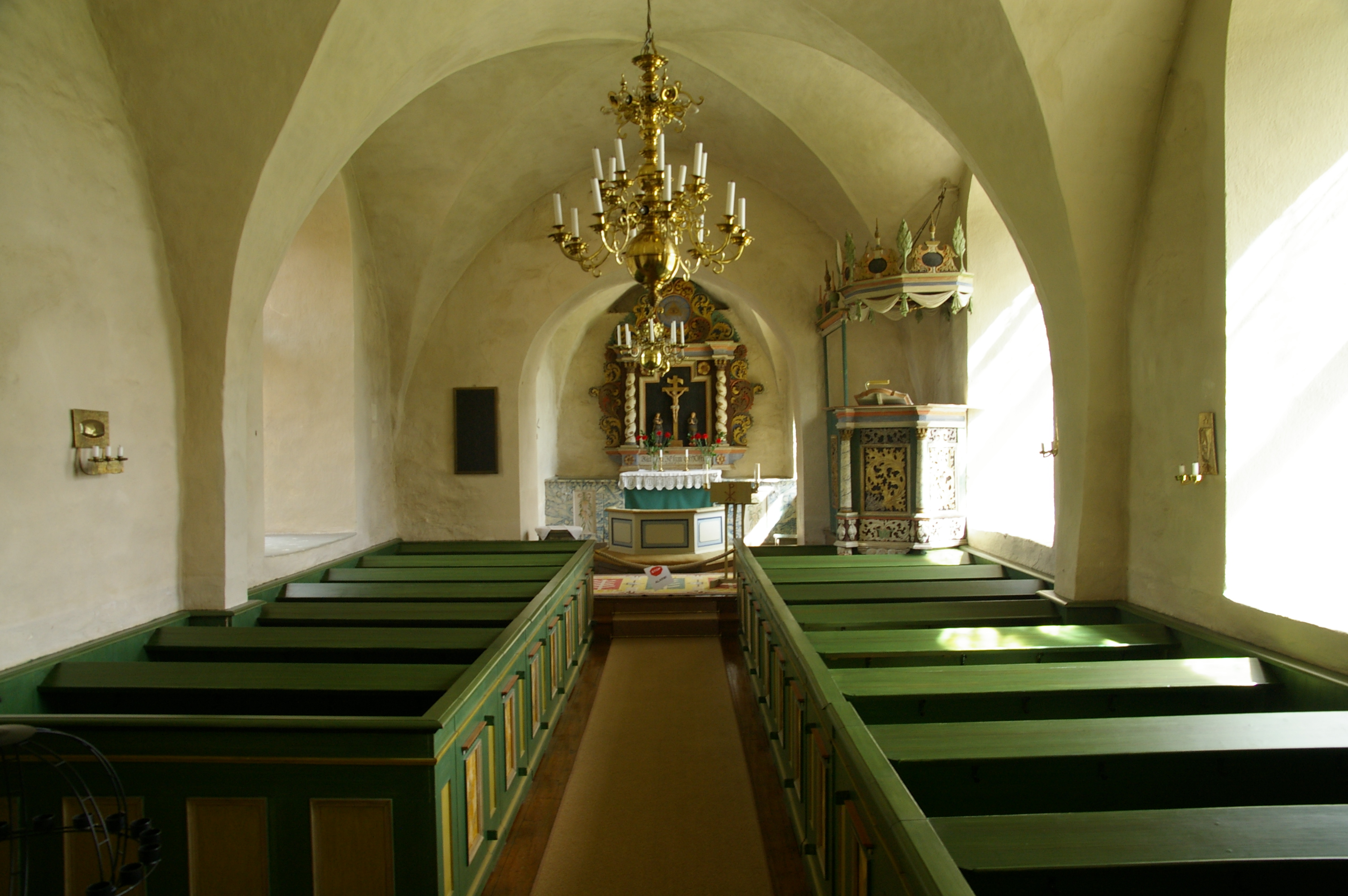
Kyrkans interiör före renoveringen 2013.
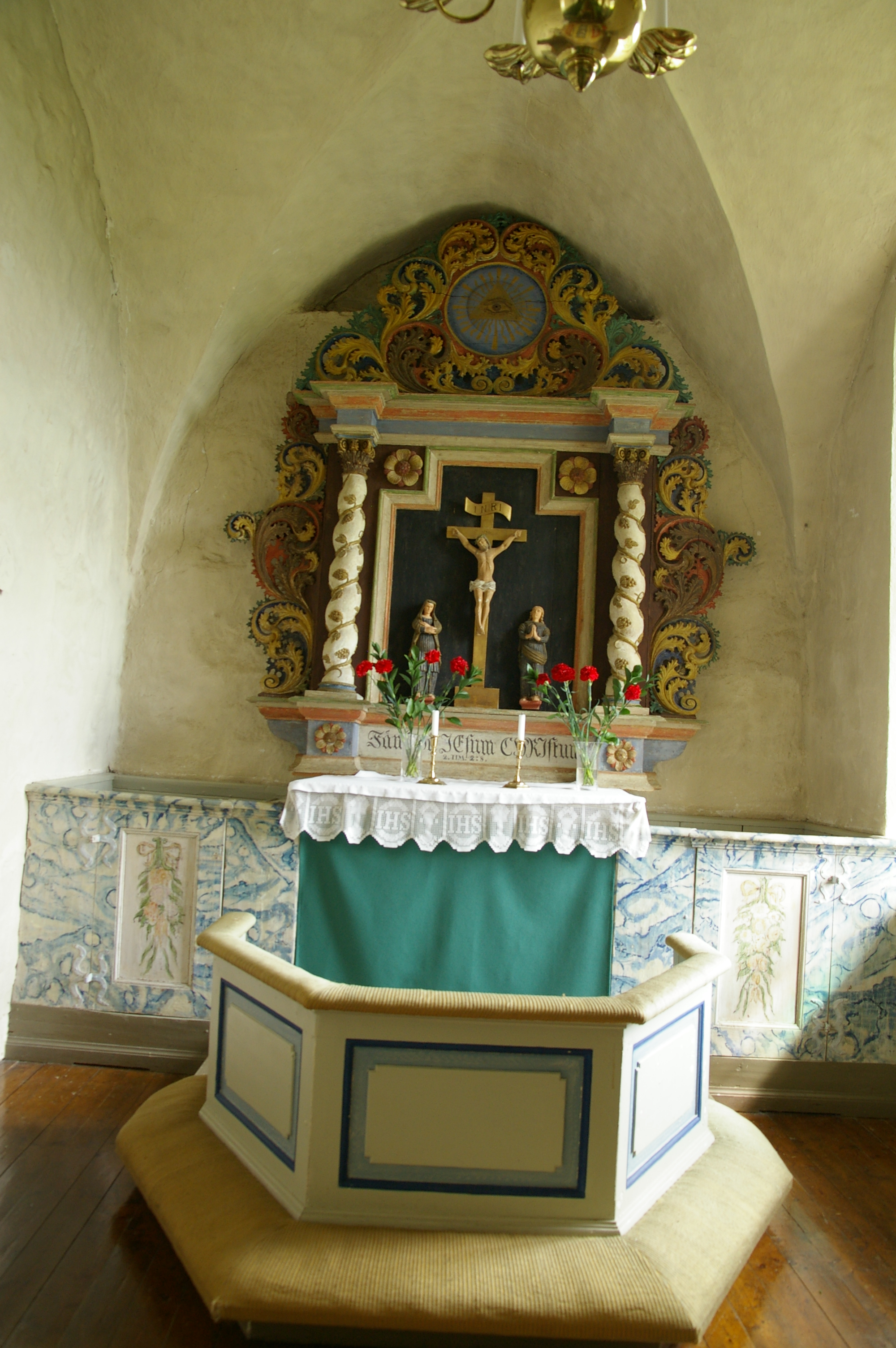
Altaret före renoveringen 2013.
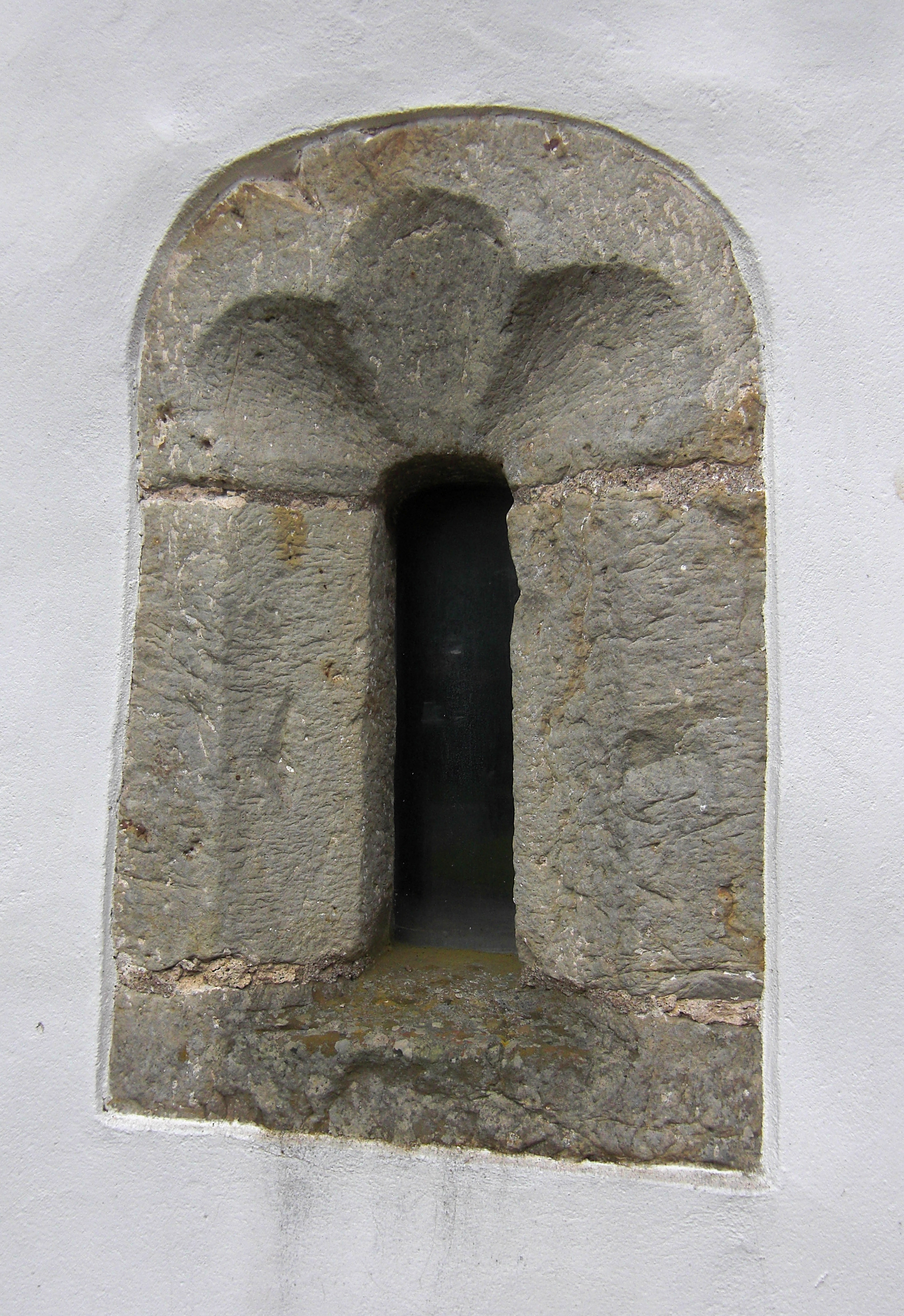
Romanskt fönster på kyrkans norra sida.
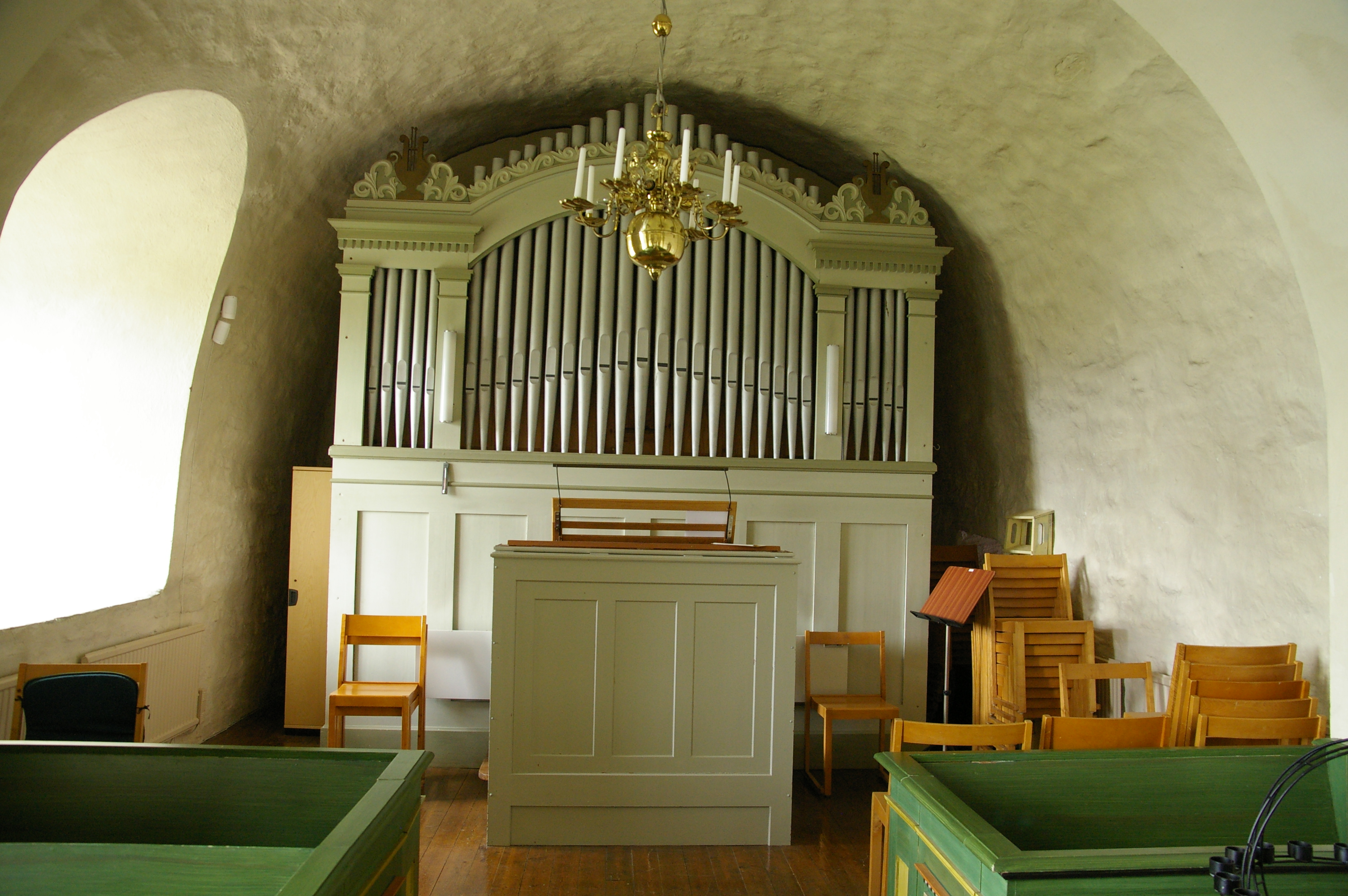
Orgeln.
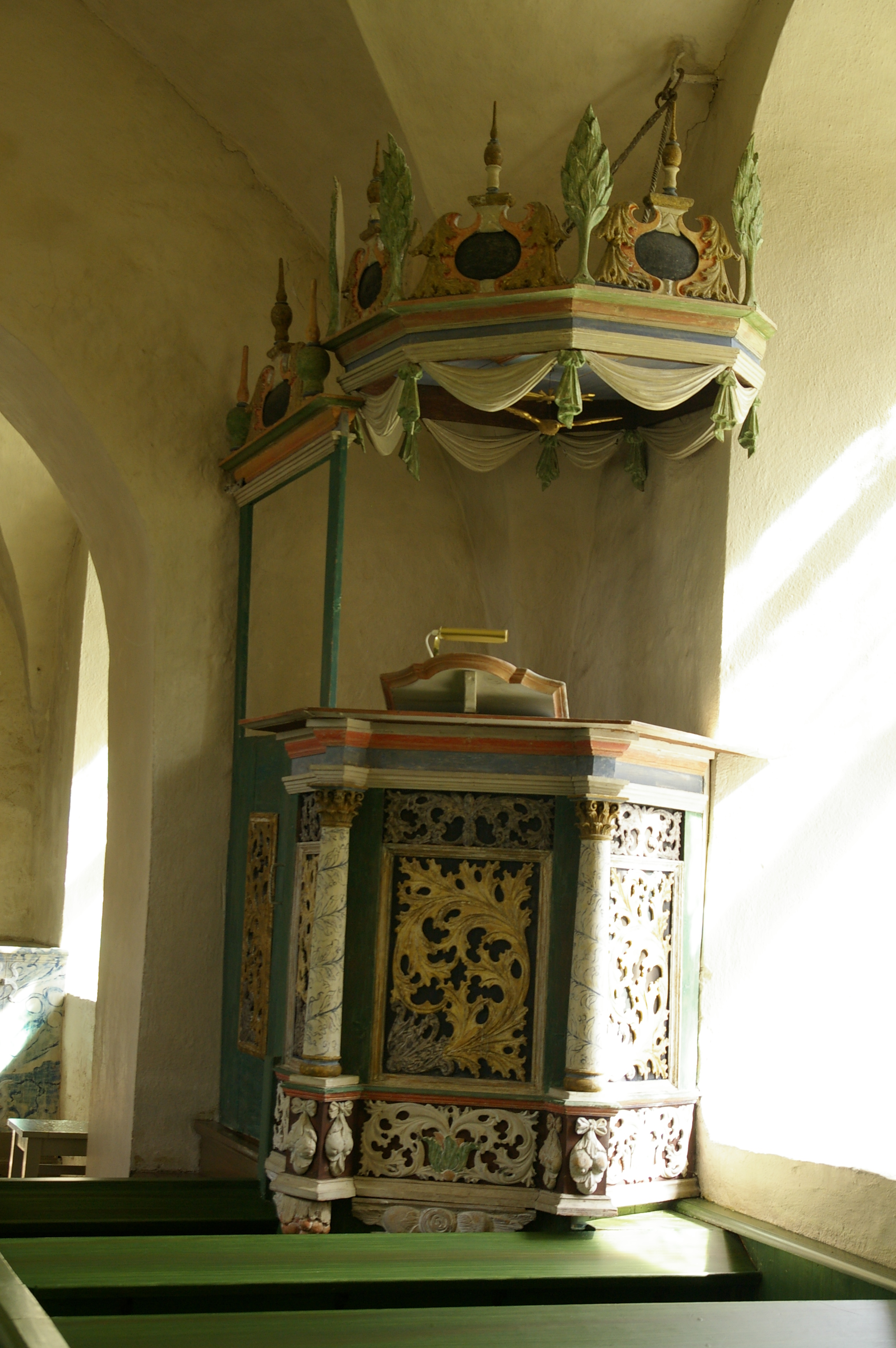
Predikstolen.
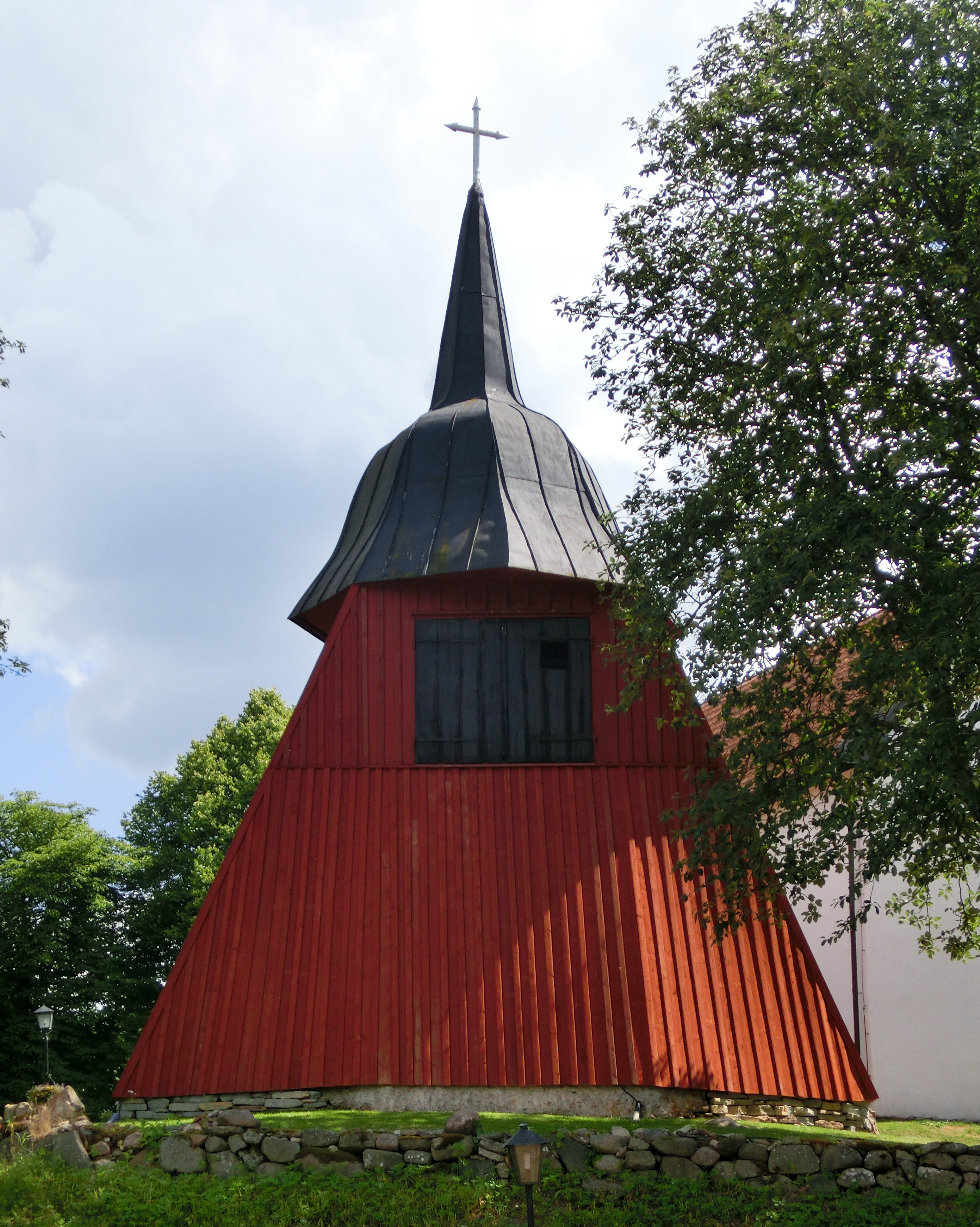
Klockstapeln.

## Renoveringen 2013
Under 2013 genomgick kyrkan en helrenovering. Vid renoveringen konserverades predikstolen och altaruppsatsen. Några av de bakersta bänkarna togs bort för att skapa utrymme för mindre samlingar. Man skulle även slipa bort lös puts och putsa om samt verifiera vilka målningar som antogs finnas under putsen. Då man slipade bort kalkputs på korets väggar upptäcktes romanska målningar. För renoveringen erhöll församlingen 1 534 000 kr i kyrkoantikvarisk ersättning.
De nyupptäckta målningarna kunde på tekniska och stilmässiga grunder dateras till den romanska tiden, 1150-1250 e.Kr. Rimligen kom de till i samband med att kyrkans torn restes i början på 1200-talet. De romanska målningarna hittades på korets alla väggar, samt på långhusets långväggar närmast triumfbågen. Vissa delar av målningarna går upp på kyrkans vind. Det är målningarna i koret som är bäst bevarade. Ovanför ett igensatt romanskt fönster i korets östvägg finns en Majestas Domini-framställning med Kristus på en tron omgiven av en kroppsgloria (mandorla). Jesus omges av sex gestalter. På korets norra vägg finns målningar av Marie bebådelse, Visitatio (när den gravida Maria mötte sin gravida släkting Elisabet, som då bar Johannes döparen) och en födelsescen.

## Interiör efter renoveringen 2013

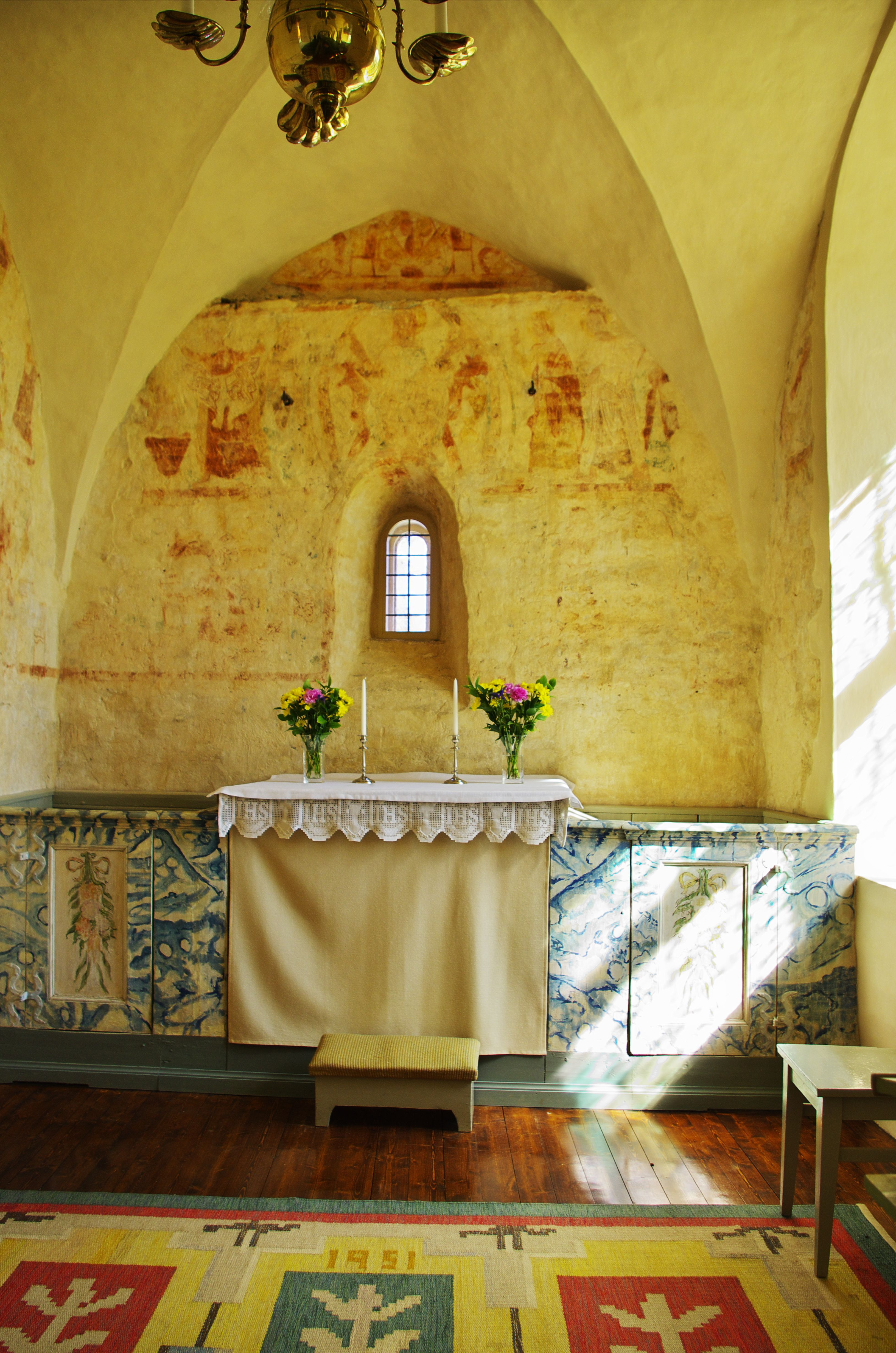
Koret.
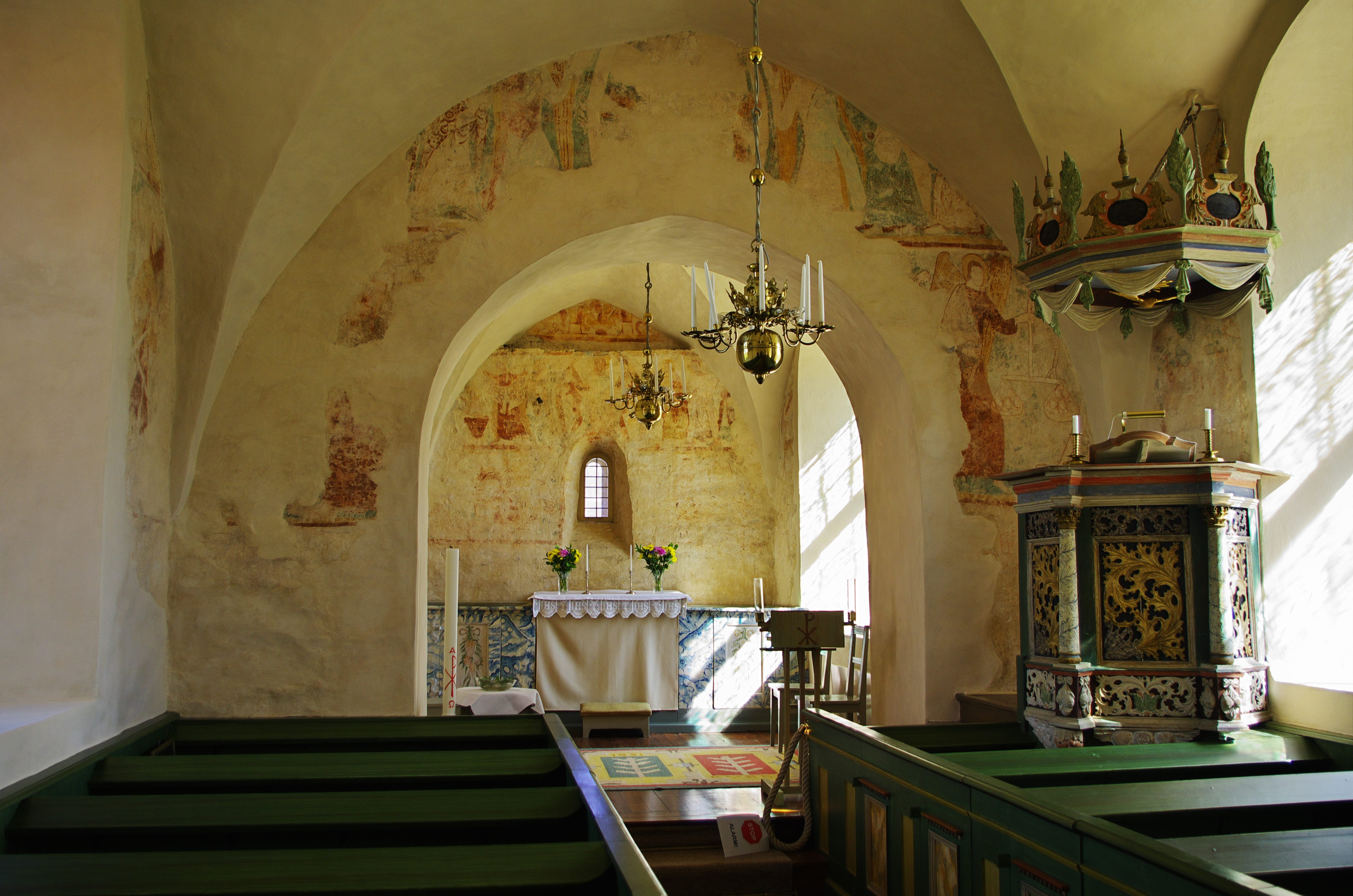
Interiöret med triumfbåge efter renoveringen 2013. Motivet på triumfbågen föreställer Jesus som världsdomare omgiven av figurer som kapats vid valvslagning. Bilden antas föreställa yttersta domen. Liknande medeltida målningar finns i Finja kyrka i Skåne.
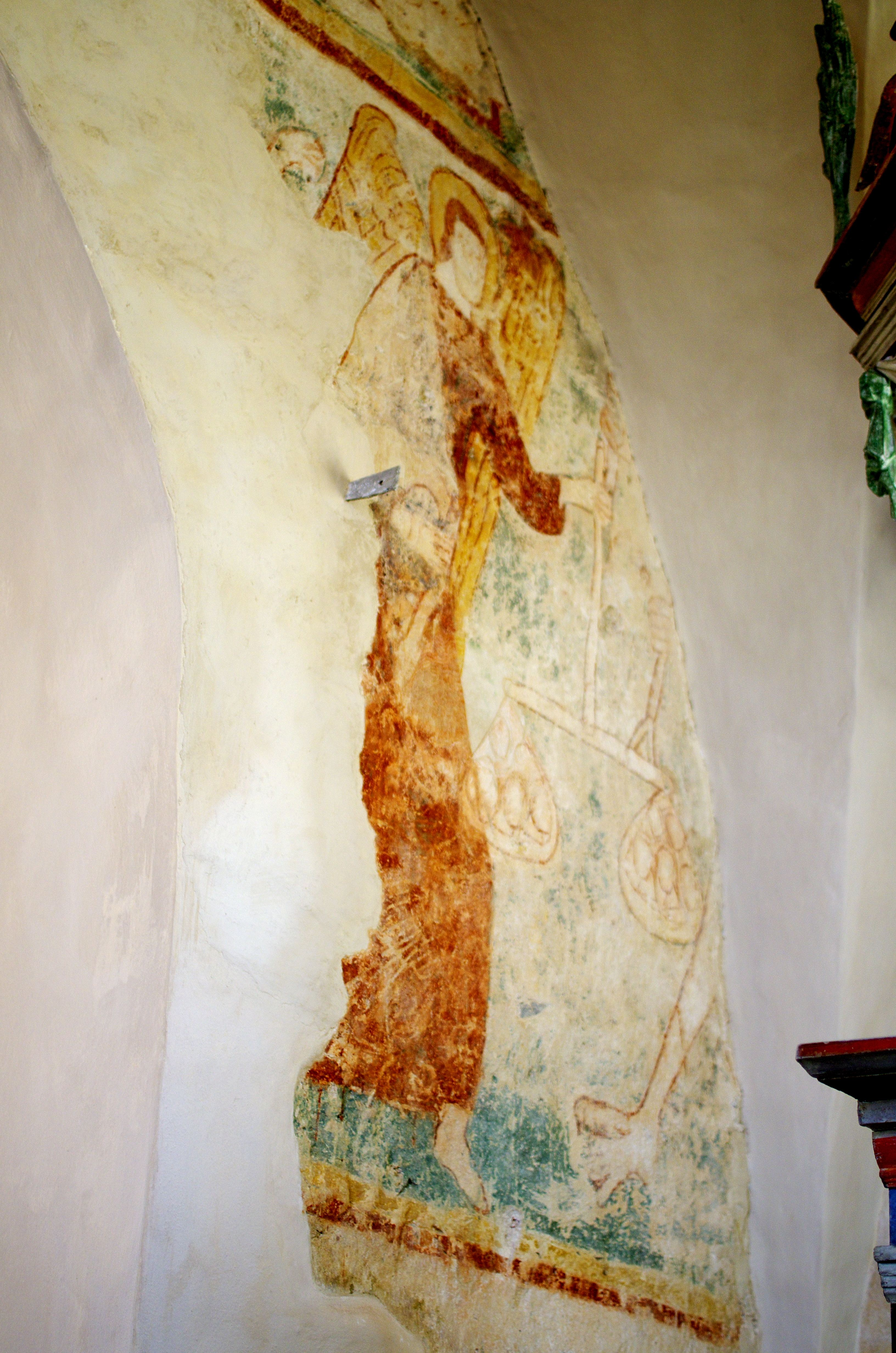
Detalj av triumfbågen. Bilden antas föreställa ärkeängeln Mikael som väger en nyanländs själs goda och onda gärningar på en balansvåg. Endast de själar vars goda gärningar väger tyngst får träda in i himmelriket. I bildens högerkant syns djävulen som försöker väga ner vågskålen med onda gärningar med en klyka.
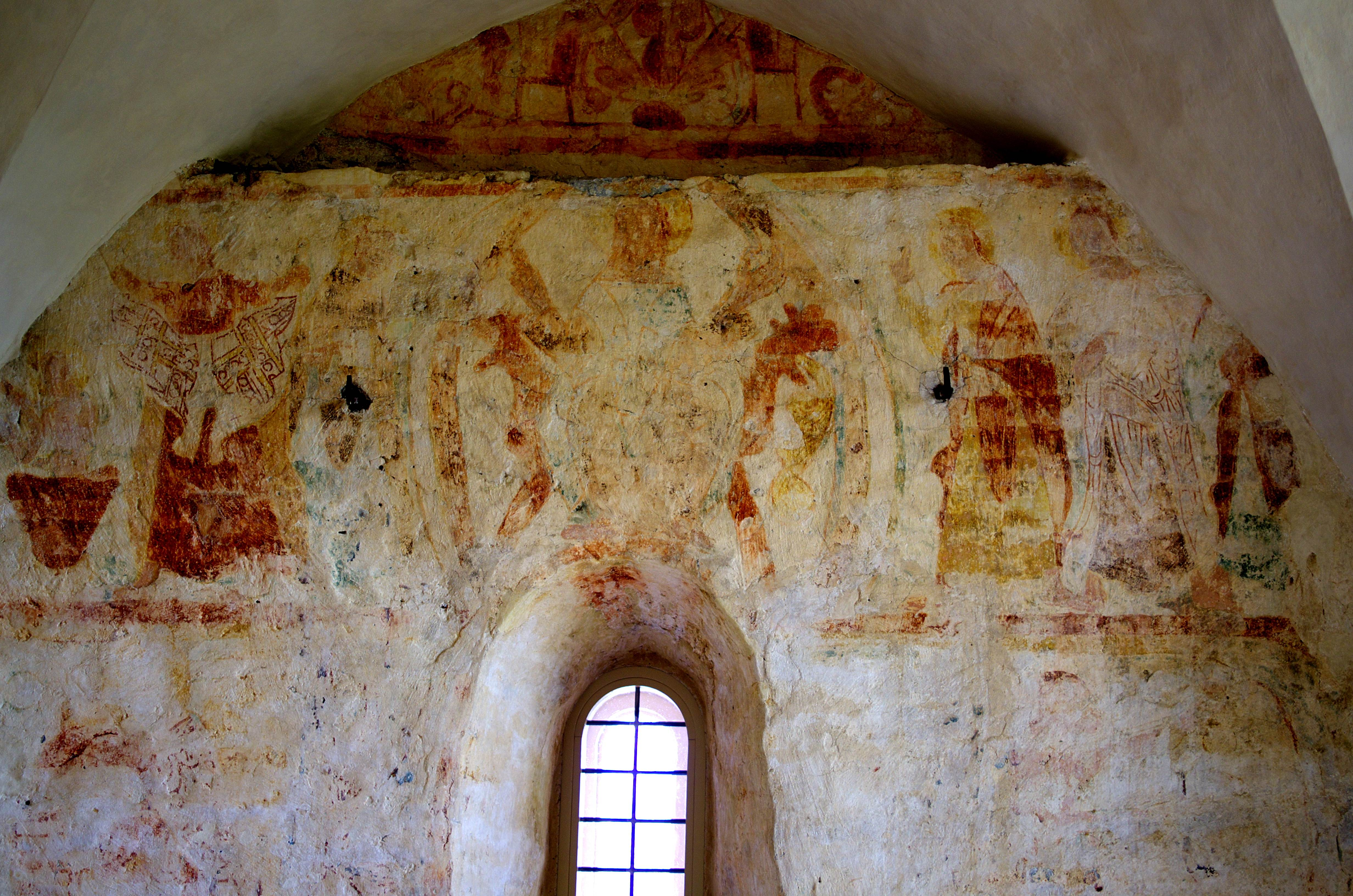
Målningar i östra delen av koret.
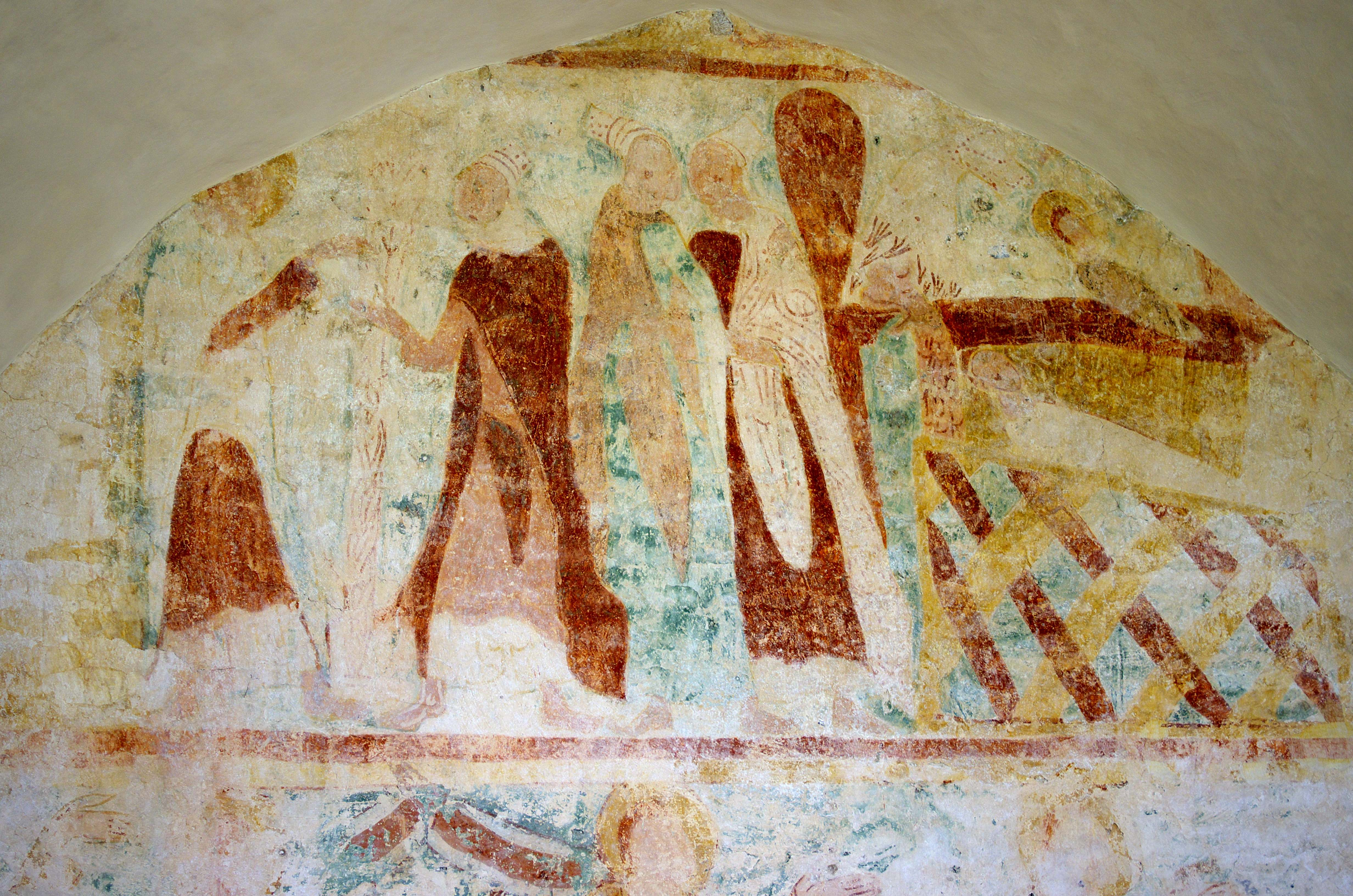
Målningar i norra delen av koret.
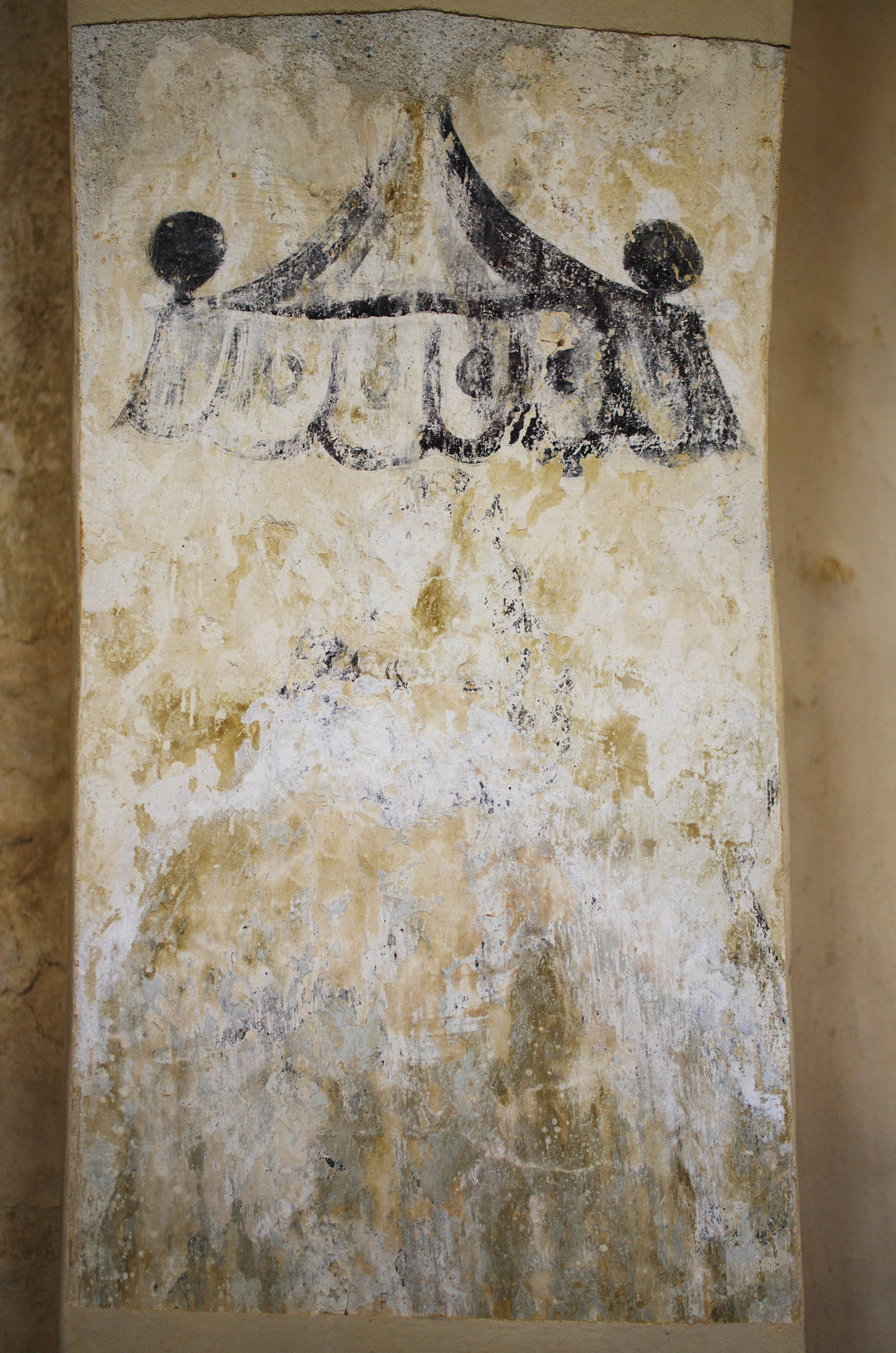
Målning från 1600-talet målat i grisaille som visar en del av en baldakin.